# Brass Ankles
Die Brass Ankles (auch Redbones) in South Carolina waren eine ethnische Gruppe (Melungeon) der Kolonialzeit, die europäische, afrikanische und indianischen Vorfahren hatten. Sie lebten als freie Afroamerikaner zunächst im Gebiet von Charleston County und nacheinander in Berkeley County, Colleton County und Orangeburg County. Sie verlegten ihre Siedlungsgebiete schrittweise vom South Carolina Lowcountry in die Gebiete des Piedmont und die „Frontier Areas“, wo die Rassen-Diskriminierung keine so starken Auswirkungen zeigte. Die Gruppe wurde erst im 18., 19. und frühen 20. Jahrhundert mit dem Namen bezeichnet.

## Geschichte
Obwohl die Mitglieder der Gruppe vor dem Amerikanischen Bürgerkrieg „gemischtrassig“ und frei waren, wurden sie nach der Reconstruction der Rassentrennung unterworfen, nachdem weiße Demokraten in den Südstaaten an die Macht kamen und die White Supremacy unter den Jim Crow Laws durchsetzten. Bis 1930 gab es im United States Census die Kategorie „Mulatto“. Doch dann setzte der mächtige Southern Bloc im Congress ein Gesetz durch, das bestimmte, dass Menschen nur noch als „schwarz“ oder „weiß“ klassifiziert werden konnten. Die meisten Südstaaten hatten darüber hinaus Gesetze verabschiedet, wonach alle Personen mit bekannten schwarzen Vorfahren als schwarz klassifiziert werden sollten, ungeachtet der tatsächlichen Hautfarbe. Die binäre Klassifikation zwang die Menschen sich als „weiß“ oder „schwarz“ zu bezeichnen, sogar dann, wenn sie sich selbst seit Generationen als „indianisch“ oder „gemischtrassig“ bezeichnet hatten.
Familiennamen, die innerhalb der Gruppe verwendet wurden, waren Jackson, Chavis, Bunch, Driggers, Sweat (Sweatt), Williams, Russell und Goins. Einige davon tauchen auch bei anderen gemischtrassigen Gruppen wie den Melungeon in Tennessee und Lumbee in North Carolina. Im Laufe der Zeit identifizierten sich die Mitglieder eher mit anderen ethnischen Gruppen und heirateten in diese ein, wodurch sie „white“, „black“ oder auch Mitglieder der Beaver Creek Indians wurden.
In einer Section von Orangeburg County bei Holly Hill (Crane Pond) gab es eine besonders große Gruppe von gemischtrassigen Personen. Die Bezeichnung „Brass Ankles“ galt dort als abwertend und wurde für diejenigen benutzt, denen vorgeworfen wurde, als „Weiße“ durchgehen zu wollen. Diese Personen hatten jedoch oft mehrheitlich weiße Vorfahren und wären im 19. Jahrhundert noch als „Weiße“ bezeichnet worden. Die Crane Pond Community dagegen behielt ihre kulturelle Kontinuität. In ihren lokalen Überlieferungen gibt es viele Geschichten zu ihrer Herkunft.
Einige der „Brass Ankles“ gehörten sogar zu den Vorfahren der fünf „Native American Tribes“, die vom Staat South Carolina erst 2005 anerkannt wurden, wie zum Beispiel die Wassamassaw der Varnertown Indians. Aufgrund der „multiracial“-Herkunft, inklusive afrikanischer Vorfahren, wurden sie oft von Census Enumerators beliebig als Mulatten klassifiziert. Nach 1930, als der US-Census die Klassifikation „Mulatto“ fallen gelassen wurde, wurden sie dann überwiegend als „schwarz“ eingestuft.
Obwohl es im 19. Jahrhundert, ungeachtet gegenteiliger Aussagen, im US Census immer die Kategorie Indian gab, wurde vor allem gegen Ende des 19. Jahrhunderts die Kategorie nur noch auf Menschen angewandt, die in Indianerreservaten lebten, oder kulturell in die Denkschemata der Cesus Enumerators für „Indian culture“ passten. Personen, die äußerlich assimiliert waren, wurden je nach Erscheinungsbild generell als „white“, „black“ oder „mulatto“ kategorisiert.
Einige Brass Ankles in der Gemeinde Summerville (South Carolina) identifizierten sich als Summerville Indians. Anfang des 20. Jahrhunderts, als die Schulen für die Rassentrennung hergerichtet wurden, erwirkten die Summerville Indians und andere Brass-Ankle-Gruppen die staatliche Erlaubnis, eigene Schulen zu gründen. Aufgrund ihrer Herkunft, die auf Zeiten vor dem Sezessionskrieg zurückgeht, vermieden sie es, ihre Kinder zusammen mit Abkömmlingen der Freedmen in die Schule zu schicken. Die Eureka „Ricka“ School in Charleston County war eine dieser Indian Schools.

## Religion
Die Brass Ankles waren vorwiegend Baptisten.

## In der Literatur
Dubose Heyward, der Autor von Porgy and Bess, verfasste ein Theaterstück über die Brass Ankles, ein Stück über die Zeit nach dem Civil War.